# San Francisco, La Concordia
San Francisco är en ort i Mexiko.   Den ligger i kommunen La Concordia och delstaten Chiapas, i den sydöstra delen av landet, 800 km sydost om huvudstaden Mexico City. San Francisco ligger 1 119 meter över havet och antalet invånare är 121.
Terrängen runt San Francisco är bergig åt sydväst, men åt nordost är den kuperad. Runt San Francisco är det glesbefolkat, med 19 invånare per kvadratkilometer. Närmaste större samhälle är Plan de la Libertad, 9,8 km öster om San Francisco. I omgivningarna runt San Francisco växer i huvudsak städsegrön lövskog.